# Narros del Puerto
Narros del Puerto ist ein zentralspanischer Ort und eine Gemeinde (municipio) mit 28 Einwohnern (Stand: 2024) in der Provinz Ávila in der Autonomen Region Kastilien-León. 

## Lage und Klima
Narros del Puerto liegt auf der Südseite der Sierra de Gredos in der Provinz Ávila in einer Höhe von ca. 1150 m. 
Die Entfernung nach Ávila beträgt knapp 31 km (Fahrtstrecke) in ostnordöstlicher Richtung. Das Klima ist gemäßigt bis warm; der Regen (ca. 711 mm/Jahr) fällt mit Ausnahme der trockenen Sommermonate übers Jahr verteilt.

## Bevölkerungsentwicklung
| Jahr      | 1970 | 1981 | 1991 | 2001 | 2011 | 2021 |
| Einwohner | 156  | 90   | 58   | 43   | 36   | 26   |

## Sehenswürdigkeiten

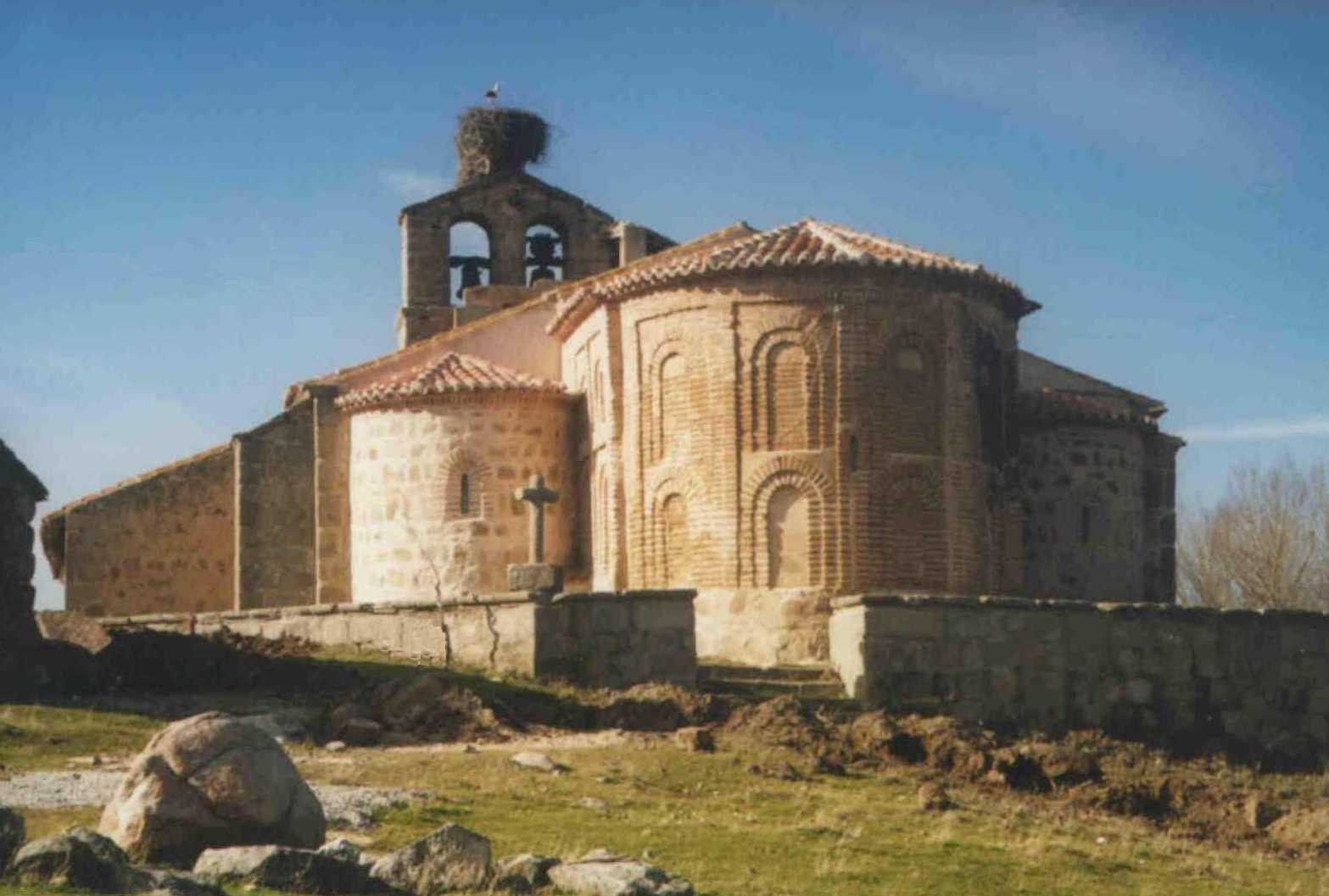
Kirche Mariä Himmelfahrt
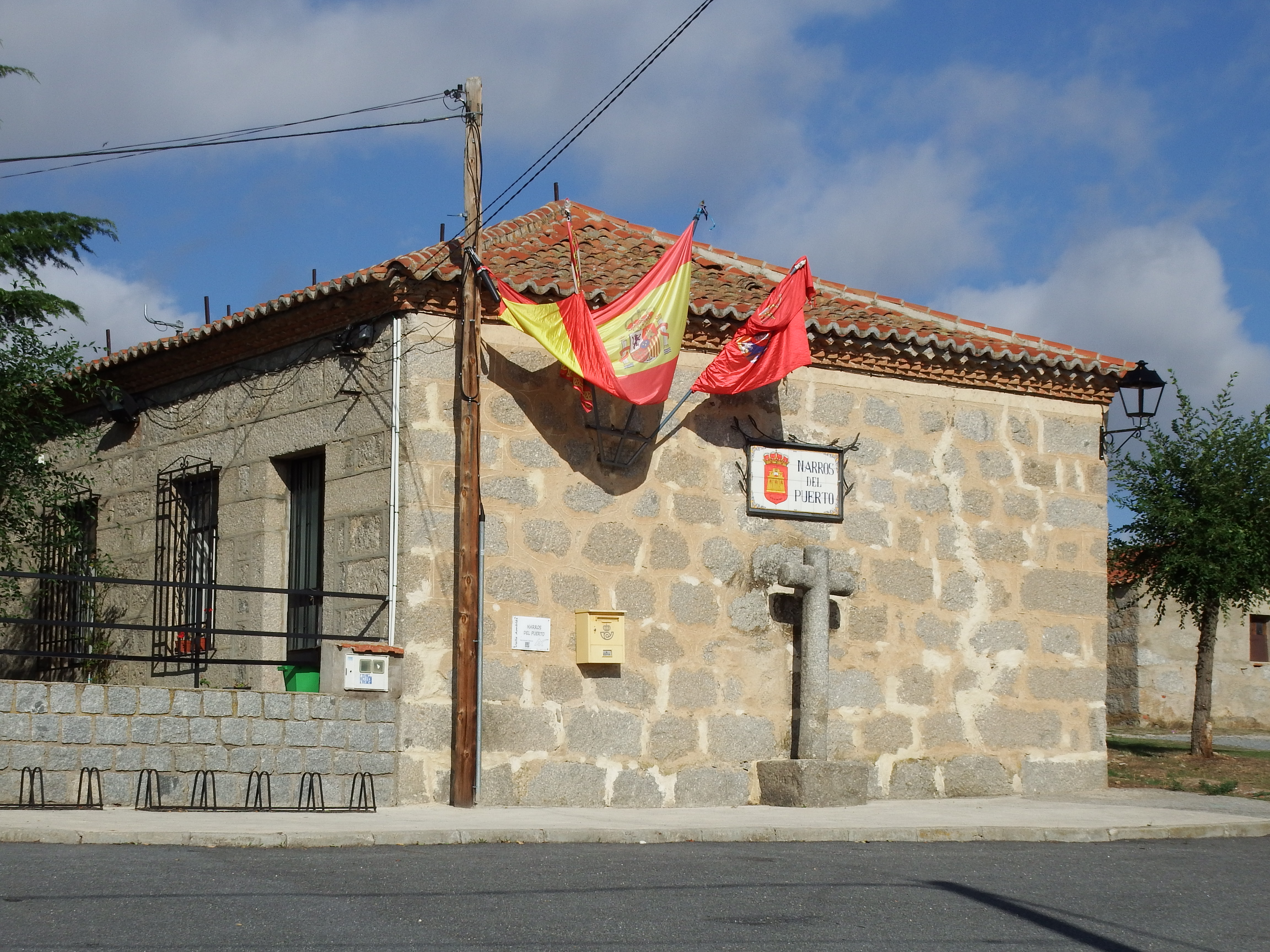
Rathaus

- Kirche Mariä Himmelfahrt
- Rathaus